# Johannes Andersson i Olstorp
Johannes Andersson (i riksdagen kallad Andersson i Olstorp), född 27 november 1787 i Vireda socken, död där 23 februari 1862, var en svensk riksdagsman i bondeståndet.
Andersson företrädde Norra och Södra Vedbo härader av Jönköpings län vid den urtima riksdagen 1834–1835. Han var då ledamot i bondeståndets enskilda besvärsutskott, suppleant i förstärkta statsutskottet, ledamot i förstärkta bankoutskottet och statsrevisorssuppleant.